# Оскалуса (Канзас)
Оскалуса (енгл. Oskaloosa) град је у америчкој савезној држави Канзас.

## Демографија
По попису из 2010. године број становника је 1.113, што је 52 (-4,5%) становника мање него 2000. године.
| Група             | 2000.         | 2010.         |
| Белци             | 1.128 (96,8%) | 1.072 (96,3%) |
| Афроамериканци    | 0 (0,0%)      | 2 (0,2%)      |
| Азијати           | 0 (0,0%)      | 3 (0,3%)      |
| Хиспаноамериканци | 23 (2,0%)     | 10 (0,9%)     |
| Укупно            | 1.165         | 1.113         |